# Шахта «Южнодонбасская № 3»
Шахта «Южнодонбасская № 3» — угледобывающее предприятие (город Угледар Донецкой области, Украина). 

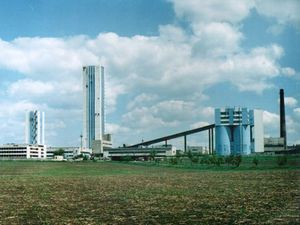
Шахта Южнодонбасская №3 до её взрыва в 2024году

Добыча угля в 2001 году составляла 1,5 млн. тонн. Ранее входила в трест «Донецкуголь».
ОП «Шахта Южнодонбасская №3 им. Н.С. Сургая» была сдана в эксплуатацию в 1985 году с производительностью 1 очереди 1 млн. 200 тыс. тонн угля в год. На балансе шахты находилось 17 пластов мощностью 0,55 –1,70 м. и 3 пласта с забалансовыми запасами мощностью 0,45 – 0,55 м. Размеры шахтного поля по падению около 5,5 км, по простиранию – около 10 км. Площадь шахты – 53,8 км² .
В тектоническом отношении поле шахты представляет собой пологую моноклиналь северо-восточного падения под углами 4—11°, осложненную мелкими складками и разрывными нарушениями типа несогласных сбросов с падением плоскостей сместителя на юго-запад. Амплитуда сбросов – от нескольких метров до десятков метров.
В сентябре 2024 г. в ходе российского вторжения на Украину, во время зачистки шахты российскими войсками, выяснилось что ВСУ капитально заминировали главный ствол шахты. Разминировать было "нереально", поэтому было принято решение взорвать его.

Взрыв главного ствола шахты